# Caisse hypothécaire
 (décembre 2020).
La Caisse hypothécaire est une ancienne banque française.

## Histoire
La Caisse hypothécaire est constituée par acte public du 21 juin 1818 signé du chevalier Guillaume Deleuze, du duc de Choiseul, de Mathieu-Julien Delamarre, d'Aimé-Joseph-Gabriel Jourdan, d'Augustin Lapeyrière, de Henri-Jean-Baptiste de Saint-Martin, du vicomte Jean-Baptiste Henry Collin de Sussy, du comte Dumanoir, de Pierre-Nicolas Berryer, de Pierre-Joseph Briot, de Louis Pierre Parat de Chalandray et d'Augustin-Étienne Pasquier, puis confirmée par ordonnance du roi datant du 12 juillet 1820. Elle est constituée avec un capital social de 50 millions de francs et son siège est installé au 30 rue Neuve-Saint-Augustins à Paris.

## Sources
- Michel Lescure, Les banques, l'État et le marché immobilier en France à l'époque contemporaine, 1820-1940, 1982
- Journal d'agriculture, sciences, lettres et arts, 1820